# Alexa Chung

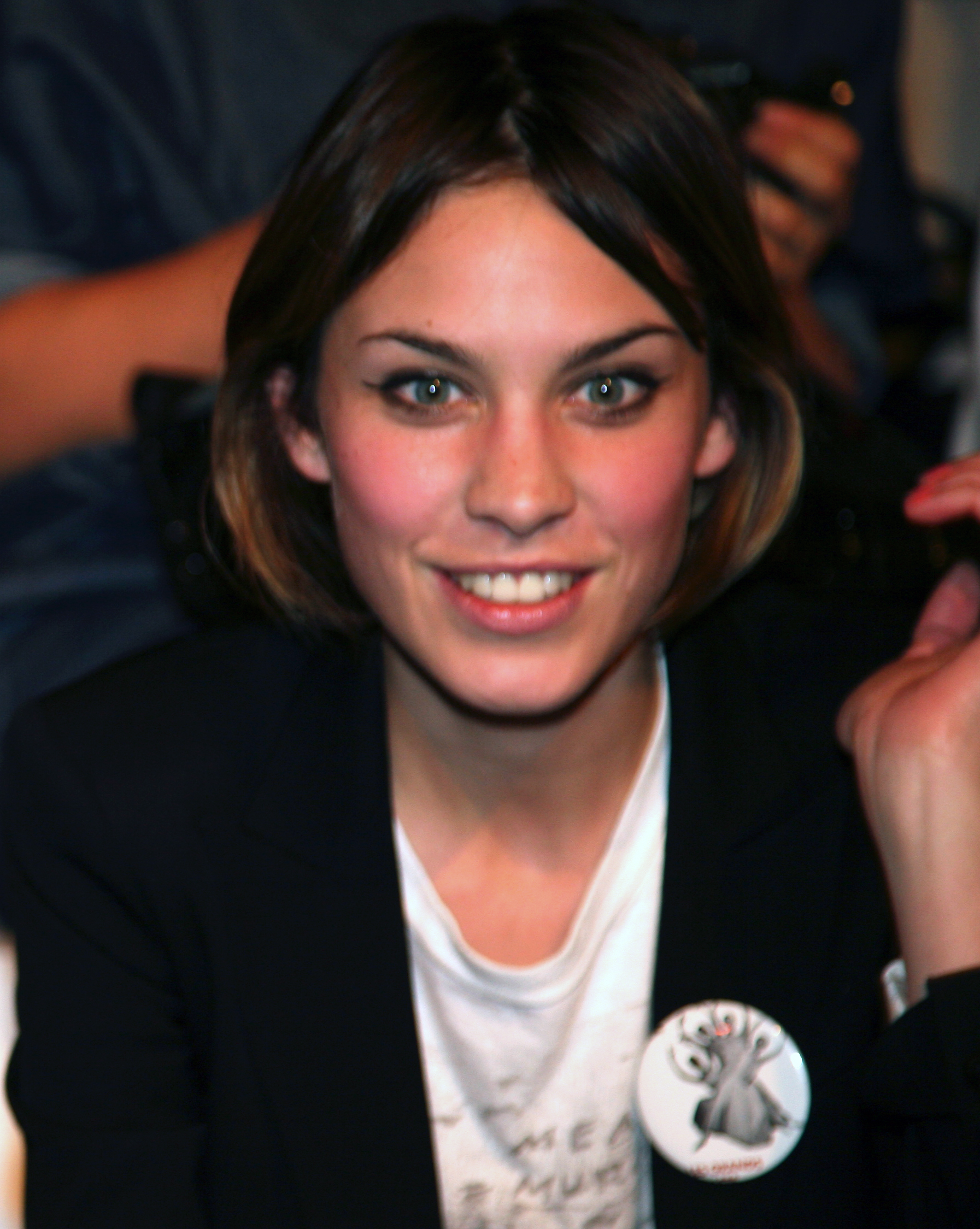
Alexa Chung (2010)

Alexa Chung (* 5. November 1983 in Privett, Hampshire, England) ist eine englische Modedesignerin, Moderatorin, Model und Londoner It-Girl mit chinesischen und englischen Wurzeln.

## Leben
Chung wuchs in Privett, Hampshire bei ihren Eltern auf. Ihre Mutter war eine englische Hausfrau, ihr Vater ist chinesischer Abstammung und arbeitete als Grafikdesigner. Sie ist das jüngste von vier Kindern. Chung hat zwei Brüder und eine Schwester.
Sie war am King’s College London immatrikuliert, studierte dort aber nie, sondern verfolgte ihre Model-Karriere eingehender. Außerdem absolvierte sie einen Grundkurs am Chelsea College of Art and Design.

### Modelkarriere
Im Alter von 16 Jahren wurde sie von der Agentur Elite Model Management entdeckt, der große Erfolg blieb jedoch zunächst aus. Dann wurde die Londoner Agentur Storm Model Management auf sie aufmerksam. Chung war auf Teenie-Magazinen als Covergirl zu sehen, so bei Elle Girl und Cosmogirl. Sie arbeitete für Fanta, Sony Ericsson und Sunsilk und war auch in Musikvideos zu sehen, unter anderen von Westlife, The Streets und den Drowners. Sie spielte die Hauptrolle in der Reality Show Shoot Me, die im Fashion TV ausgestrahlt wurde.
Nach vier Jahren hörte sie mit dem Modeln auf, da sie der Meinung war, durch ihre Arbeit ein geringes Selbstbewusstsein und ein gestörtes Selbstbild zu entwickeln. Außerdem plante sie den Beginn eines Studiums am King’s College London.
Mit dem Erfolg ihrer Fernsehkarriere nahm sie das Modeln 2008 wieder auf. Alexa Chung war u. a. das Gesicht der australischen Marke Antipodium, von Oxfam’s Revamped. 2009 wurde sie das Gesicht der britischen Marke New Look und DKNY Jeans. Seit 2009 wird sie von Next Model Management vertreten. Im selben Jahr lief sie für die Vivienne Westwood Red Label Spring/Summer 2009 Show während der London Fashion Week und führte 2010 die Pepe Jeans London Kampagne an. Des Weiteren erschien sie auf zahlreichen Covern von Modemagazinen, u. a. der britischen Vogue, Harper’s Bazaar und der französischen L’Officiel.
2011 wurde Chung zum Anlass des 100. Geburtstages der italienischen Marke Superga zu deren aktuellem Gesicht. Im selben Jahr zierte sie erneut das Cover der britischen Vogue. Im Juni 2011 wurde sie zum Werbegesicht der französischen Marke Maje. 2013 warb sie neben David Gandy und Kate Moss für die Comic Relief T-Shirt Collection von Stella McCartney und wurde Sprecherin der Kosmetikmarke L’Oréal Professional. Im September war Chung das dritte Mal auf dem Cover der Vogue zu sehen. Im November wurde sie als das Gesicht der 2014 erscheinenden Kollektionen der Marke Longchamp's angekündigt. Einen Monat später gab Alexa Chung ihr eigenes Designer-Debüt und eine 2014 erstmals erscheinende Kollektion bekannt.
Die Zusammenarbeit mit AG Denim für ihre erste Kollektion war so erfolgreich, dass am 23. Juli 2015 bereits die zweite Kollektion gelauncht werden soll.

### Fernsehkarriere
Alexa Chung wechselte ins Fernsehgeschäft, nachdem man ihr einen Job bei der Fernsehshow Popworld bei Channel 4 anbot. In der Folgezeit war sie in den britischen Shows Popworld, Vanity Lair, Big Brother’s Big Mouth, 8 of 10 Cats, Gok’s Fashion Fix und Frock Me zu sehen. 2008 war Alexa Chung in dem Musikvideo des Songs My Mistakes Were Made For You der Band The Last Shadow Puppets zu sehen. Nach mehreren erfolgreichen Shows bei BBC und Channel 4 siedelte sie im April 2009 nach New York über, wo sie bis Dezember 2009 für MTV die tägliche Show It’s On with Alexa Chung präsentiert. Seit April 2010 ist sie wieder im britischen TV präsent.
Ab Januar 2012 moderierte Alexa Chung den britischen Broadcast 24 Hour Catwalk, in dem vier junge Designer versuchten, innerhalb eines Tages eine komplette Catwalk-Kollektion fertigzustellen. Im August hatte sie einen Gastauftritt in der Serie Gossip Girl, in der sie sich selbst spielte.

### Autorenkarriere
Von November 2008 bis Juni 2009 schrieb Alexa Chung regelmäßig für das britische Magazin The Independent. Danach begann sie Artikel für die britische Vogue zu verfassen, 2010 bekam sie ihre eigene Kolumne Today I’m Wearing, in der sie täglich persönliche Mode- und Stylingtipps verrät. Im September 2013 erschien ihr Buch It, ein mit persönlichen Fotografien und Skizzen angereicherter, autobiografischer Stil-Ratgeber.

### Status als It-Girl
Alexa Chung wird aufgrund ihres individuellen Modestils und ihrer Medienpräsenz als neues It-Girl der Fashion-Industrie gesehen. So galt sie als Muse von Karl Lagerfeld und wird als neue Kate Moss gehandelt. Auf den Fashion-Shows in New York und London ist sie häufig in der ersten Reihe anzutreffen. Mulberry benannte die Handtasche Alexa nach ihr.

### Alexachung
Chung führte ihr eigenes Modelabel namens Alexachung im Mai 2017 ein.

### Beziehungen
Von Oktober 2007 bis Juli 2011 war Alexa Chung mit Alex Turner, dem Sänger der Arctic Monkeys, liiert. 2016 war sie mit Alexander Skarsgård liiert.

## Filmografie
- 2005: Shoot Me
- 2006: Rip Curl Festival coverage
- 2006: The Devil Wears Prada T4 Movie Special
- 2006: Déjà Vu T4 Movie Special
- 2006: 4Music Special: Magic Numbers
- 2007: Get a Grip
- 2007: It’s a Boy Girl Thing T4 Movie Special
- 2007: T4 on the Beach coverage
- 2007: T in the Park coverage
- 2007: V Festival coverage
- 2007: Fashion Rocks is Coming
- 2007: Ratatouille T4 Movie Special
- 2007: Enchanted T4 Movie Special
- 2007: 4Music Special: Lostprophets
- 2007: Big Brother’s Big Mouth
- 2007/2008: T4 Holiday Mornings
- 2008: National Treasure T4 Movie Special
- 2008: 4Music Special: Goldfrapp
- 2008: The Devil Wears Primark
- 2008: V Festival '08 Preview
- 2008: T4 presents the NME Awards 2008
- 2008: 4Music Special: Usher
- 2008: Vanity Lair
- 2008: The Wall
- 2008: Gok’s Fashion Fix
- 2020: Next in fashion